# Daan Boom
Daan Boom (Utrecht, 12 november 1989) is een Nederlandse presentator, programmamaker en komiek. Als artiest is hij bekend onder de naam The Dean. 

## Biografie
Boom volgde middelbaar onderwijs aan de Werkplaats Kindergemeenschap in Bilthoven.

## Loopbaan
Vanaf 2014 presenteert Boom samen met Stijn van Vliet, Jasper Demollin en Tim Senders het programma Streetlab. Ze werden met het programma genomineerd voor de 50ste Gouden Televizier-Ring. 
Boom deed mee aan het 3e seizoen van Maestro. Op 6 maart 2016 bereikte hij daarin de finale die gewonnen werd door Leona Philippo. Boom heeft gefigureerd in de show Ick Hans Liberg van Hans Liberg. In december 2016 trad Boom, als Side2Side, als een gast op tijdens de zes kerstconcerten van de Toppers in Ahoy Rotterdam.
In 2017 heeft hij samen met zijn collega Stijn van Vliet voor het programma Streetlab Niet Te Geloven een roman geschreven met de titel Polderglamour. Boom was voorts te zien in De Kluis, samen met Marije Zuurveld en Rick Brandsteder. Zij slaagden erin te winnen van de bewakers.
Boom maakt sinds 2019 muziek onder de naam The Dean, waarover sinds 2021 een webserie bestaat. Als artiest werkte Boom onder meer samen met Donnie, Bizzey, Dennie Christian, The Game , René Froger en Sean Kingston. In de zomer van 2021 viel Boom in als radiodj op NPO 3FM. 
Hij presenteerde samen met Stijn van Vliet het programma De tussentijd op het tijdslot van Wijnand Speelman in de weekendochtend. Sinds 2021 presenteert hij samen met Jasper Demollin en Tobias Camman de FOMO Show. In 2023 was hij nogmaals te zien in de webserie De Kluis met de FOMO Show, ditmaal verloor hij van de bewakers. In 2025 nam hij de presentatie van de Zapp Awards over van Klaas van Kruistum die zelf was genomineerd voor de prijs voor het beste Zapp-programma met het programma Klaas kan alles en daardoor dit programma niet kon presenteren.

## Televisieprogramma's
Presentator
- KRO-NCRV: Streetlab (2014-heden)
- KRO-NCRV: Hotel Romantiek (2017)
- KRO-NCRV: Kelderklasse 15 (2019)
- KRO-NCRV: Betreden Op Eigen Risico (2018-heden)
- KRO-NCRV: Family Drop (2021-heden)
- KRO-NCRV: FOMO Show (2021-heden)
- KRO-NCRV: Zapp Awards (2025, ter vervanging van Klaas van Kruistum)

Kandidaat
- Maestro (2016)
- Marble Mania (2023), vormde een team met Tobias Camman en Jasper Demollin
- De Kluis (2019), vormde een team met Marije Zuurveld en Rick Brandsteder
- De Kluis (2023), vormde een team met Tobias Camman en Jasper Demollin
- Het Jachtseizoen (2023), vormde een team met Tobias Camman